# Medaillewinnaars WK Kunstschaatsen junioren jongens
De Wereldkampioenschappen kunstschaatsen junioren zijn samen een jaarlijks terugkerend evenement dat georganiseerd wordt door de Internationale Schaatsunie (ISU).
Medailles zijn er te verdienen in de categorieën: jongens individueel, meisjes individueel, paarrijden en ijsdansen. Dit artikel geeft het overzicht van de top drie bij de jongens.

## Kampioenen
De 45  wereldtitels werden door 44 jongens uit negen landen behaald. De Amerikaan Adam Rippon (2008, 2009) is de enige jongen die de juniorenwereldtitel twee keer veroverde. De meeste titels gingen naar de Verenigde Staten (16), de overige titels gingen naar de Sovjet-Unie (8), Rusland (8), Japan (5), Canada (4), China, Duitsland, Israël en Oekraïne (1).
Zeven jongens schreven ook bij de senioren de wereldtitel op hun naam. Alexander Fadeev uit de Sovjet-Unie (in 1980 als junior, in 1985 als senior) was de eerste. Zijn landgenoot Viktor Petrenko (in 1984 als junior, in 1992 als senior) was de tweede. De Amerikaan Todd Eldredge was de derde die deze prestatie evenaarde (1988 + 1996). De Russen Aleksej Jagoedin (1996 + 1998, 1999, 2000 en 2002) en Jevgeni Ploesjenko (1997 + 2001, 2003, 2004) volgden als vierde en vijfde. Als zesde en zevende volgden de Japanners Daisuke Takahashi (2002 + 2010) en Yuzuru Hanyu (2010 + 2014, 2017).
Rudy Galindo werd in 1987 wereldkampioen bij de jongens en in 1988 bij de paren met Kristi Yamaguchi. In 1985 veroverde hij het brons, in 1986 het zilver.

## Medaillewinnaars
Vier jongens stonden drie keer op het erepodium (Rudy Galindo, Yuri Tsimbaliuk, Vincent Restencourt en Evan Lysacek). Dertien jongens, inclusief tweevoudig wereldkampioen Adam Rippon, stonden twee keer op het podium.
De Belg Kevin Van der Perren stond een keer op het erepodium van het WK kunstschaatsen voor junioren. In 2002 werd hij tweede.
| Jaar | Locatie          | Goud                    | Zilver                  | Brons               |
| ---- | ---------------- | ----------------------- | ----------------------- | ------------------- |
| 1976 | Megève           | Mark Cockerell          | Takashi Mura            | Brian Pockar        |
| 1977 | Megève           | Daniel Beland           | Mark Pepperday          | Richard Furrer      |
| 1978 | Megève           | Dennis Coi              | Vladimir Kotin          | Brian Boitano       |
| 1979 | Augsburg         | Vitali Egorov           | Bobby Beauchamp         | Alexander Fadeev    |
| 1980 | Megève           | Alexander Fadeev        | Vitali Egorov           | Falko Kirsten       |
| 1981 | London           | Paul Wylie              | Juri Bureiko            | Scott Williams      |
| 1982 | Oberstdorf       | Scott Williams          | Paul Guerrero           | Alexander König     |
| 1983 | Sarajevo         | Christopher Bowman      | Philippe Roncoli        | Nils Köpp           |
| 1984 | Sapporo          | Viktor Petrenko         | Marc Ferland            | Tom Cierniak        |
| 1985 | Colorado Springs | Erik Larson             | Vladimir Petrenko       | Rudy Galindo        |
| 1986 | Sarajevo         | Vladimir Petrenko       | Rudy Galindo            | Yuri Tsimbaliuk     |
| 1987 | Kitchener        | Rudy Galindo            | Todd Eldredge           | Yuri Tsimbaliuk     |
| 1988 | Brisbane         | Todd Eldredge           | Viatsjeslav Zagorodniuk | Yuri Tsimbaliuk     |
| 1989 | Sarajevo         | Viatsjeslav Zagorodniuk | Shepherd Clark          | Masakazu Kagiyama   |
| 1990 | Colorado Springs | Igor Pashkevich         | Alexej Urmanov          | John Baldwin jr.    |
| 1991 | Boedapest        | Vasili Eremenko         | Alexander Abt           | Nicolas Petorin     |
| 1992 | Hull             | Dmitry Dmitrenko        | Konstantin Kostin       | Damon Allen         |
| 1993 | Seoel            | Evgeni Pliuta           | Michael Weiss           | Ilia Kulik          |
| 1994 | Colorado Springs | Michael Weiss           | Naoki Shigematsu        | Jere Michael        |
| 1995 | Boedapest        | Ilia Kulik              | Thierry Cerez           | Seiichi Suzuki      |
| 1996 | Brisbane         | Aleksej Jagoedin        | Takeshi Honda           | Guo Zhengxin        |
| 1997 | Seoel            | Jevgeni Ploesjenko      | Timothy Goebel          | Guo Zhengxin        |
| 1998 | Saint John       | Derrick Delmore         | Sergej Davidov          | Li Yunfei           |
| 1999 | Zagreb           | Ilja Klimkin            | Vincent Restencourt     | Yoshuke Takeuchi    |
| 2000 | Oberstdorf       | Stefan Lindemann        | Vincent Restencourt     | Matthew Savoie      |
| 2001 | Sofia            | Johnny Weir             | Evan Lysacek            | Vincent Restencourt |
| 2002 | Oslo             | Daisuke Takahashi       | Kevin Van der Perren    | Stanislav Timsjenko |
| 2003 | Ostrava          | Alexander Sjoebin       | Evan Lysacek            | Alban Préaubert     |
| 2004 | Den Haag         | Andrej Griazev          | Evan Lysacek            | Jordan Brauninger   |
| 2005 | Kitchener        | Nobunari Oda            | Yannick Ponsero         | Sergej Dobrin       |
| 2006 | Ljubljana        | Takahisho Kozuka        | Sergej Voronov          | Yannick Ponsero     |
| 2007 | Oberstdorf       | Stephen Carrière        | Patrick Chan            | Sergej Voronov      |
| 2008 | Sofia            | Adam Rippon             | Artem Borodulin         | Guan Jinlin         |
| 2009 | Sofia            | Adam Rippon             | Michal Březina          | Artem Grigoriev     |
| 2010 | Den Haag         | Yuzuru Hanyu            | Song Nan                | Artoer Gasjinski    |
| 2011 | Gangneung        | Andrei Rogozine         | Keiji Tanaka            | Alexander Majorov   |
| 2012 | Minsk            | Yan Han                 | Joshua Farris           | Jason Brown         |
| 2013 | Milaan           | Joshua Farris           | Jason Brown             | Shotaro Omori       |
| 2014 | Sofia            | Nam Nguyen              | Adian Pitkeev           | Nathan Chen         |
| 2015 | Tallinn          | Shoma Uno               | Jin Boyang              | Sota Yamamoto       |
| 2016 | Debrecen         | Daniel Samohin          | Nicolas Nadeau          | Tomoki Hiwatashi    |
| 2017 | Taipei           | Vincent Zhou            | Dmitri Aliev            | Aleksandr Samarin   |
| 2018 | Sofia            | Aleksej Erochov         | Artoer Danieljan        | Matteo Rizzo        |
| 2019 | Zagreb           | Tomoki Hiwatashi        | Roman Savosin           | Daniel Grassl       |
| 2020 | Tallinn          | Andrej Mozalev          | Yuma Kagiyama           | Petr Goemennik      |

## Medailleklassement per land
| #      | Land             | Goud | Zilver | Brons | Totaal |
| ------ | ---------------- | ---- | ------ | ----- | ------ |
| 1      | Verenigde Staten | 16   | 12     | 13    | 41     |
| 2      | Sovjet-Unie      | 08   | 08     | 04    | 20     |
| 3      | Rusland          | 08   | 07     | 08    | 23     |
| 4      | Japan            | 05   | 05     | 04    | 14     |
| 5      | Canada           | 04   | 03     | 01    | 08     |
| 6      | China            | 01   | 02     | 04    | 07     |
| 7      | Duitsland        | 01   |        |       | 01     |
| “      | Israël           | 01   |        |       | 01     |
| “      | Oekraïne         | 01   |        |       | 01     |
| 10     | Frankrijk        |      | 05     | 04    | 09     |
| 11     | België           |      | 01     |       | 01     |
| “      | Groot-Brittannië |      | 01     |       | 01     |
| “      | Tsjechië         |      | 01     |       | 01     |
| 14     | Oost-Duitsland   |      |        | 03    | 03     |
| 15     | Italië           |      |        | 02    | 02     |
| 16     | Zweden           |      |        | 01    | 01     |
| “      | Zwitserland      |      |        | 01    | 01     |
| Totaal | Totaal           | 45   | 45     | 45    | 135    |

Medaillewinnaars

Jongens · 
Meisjes · 
Paren · 
IJsdansen

 Toernooi

1976 · 
1977 · 
1978 · 
1979 · 
1980 · 
1981 · 
1982 · 
1983 · 
1984 · 
1985 · 
1986 · 
1987 · 
1988 · 
1989 · 
1990 · 
1991 · 
1992 · 
1993 · 
1994 · 
1995 · 
1996 · 
1997 · 
1998 · 
1999 · 
2000 · 
2001 · 
2002 · 
2003 · 
2004 · 
2005 · 
2006 · 
2007 · 
2008 · 
2009 · 
2010 ·
2011 ·
2012 ·
2013 ·
2014 ·
2015 ·
2016 ·
2017 ·
2018 ·
2019 · 
2020

 ISU-kampioenschappen

WK kunstschaatsen · 
EK kunstschaatsen · 
Viercontinentenkampioenschap · 
Olympische Spelen